# Bibliothek der Montanuniversität Leoben
Die Bibliothek der Montanuniversität Leoben ist die größte wissenschaftliche Bibliothek der Obersteiermark und als einzige Universitätsbibliothek in Österreich nicht in einer Landeshauptstadt angesiedelt. Der Bestand beträgt mit Jahresende 2022 rund 300.000 Bände gedruckte Monographien und 250 (laufend abonnierte) gedruckte und rund 6.000 elektronische Zeitschriftentitel. Die Bibliothek gliedert sich in die Hauptbibliothek, die Fachbibliothek für Geowissenschaften, die RWZ-Bibliothek, die Bibliothek für Kunststofftechnik und Bibliotheken an den diversen Lehrstühlen. Der Sammlungsschwerpunkt liegt auf den Forschungsgebieten der Montanuniversität, dem Berg- und Hüttenwesen, den Geowissenschaften, den Materialwissenschaften, der Kunststofftechnik und den Umweltwissenschaften. Daneben sammelt die Bibliothek Styriaca, Leobiensia, Biographien, montanhistorische Werke und Belletristik um ihrem Anspruch als öffentliche Bibliothek nachzukommen.

## Geschichte
Im Jahre 1840 wurde in Vordernberg die „Steiermärkisch-ständische Montan-Lehranstalt“ gegründet. Um den Aufbau einer Büchersammlung machte sich Peter Tunner (1809–1897), der Gründer und erste Direktor der Lehranstalt, verdient. Er trat an die Bibliothek des Joanneums in Graz heran, um von dort einschlägige Werke als Leihgaben für Vordernberg zu erhalten, was auch positiv beantwortet wurde. Doch die Bücher blieben de facto aus. So setzte sich der anfängliche Bestand der Bibliothek aus Werken der Privatbibliothek Erzherzog Johanns, des Initiators der Lehranstalt, und Schenkungen von Peter Tunner zusammen. Die ersten Lehrbücher der Bergbaukunde und der Eisenhüttenkunde schrieben die Eleven selbst und lithographierten diese auch.
Das erste Inventar der Bibliothek wurde 1849 angelegt, als die Lehranstalt nach Leoben übersiedelte. Das Übergabeprotokoll an den Staat verzeichnete 252 Werke in 575 Bänden, darunter 13 Zeitschriften und Periodika.
Durch das Fehlen kontinuierlicher Aufzeichnungen aus dem 19. Jahrhundert kann man die Entwicklung des Buch- und Zeitschriftenbestandes nur bruchstückhaft beleuchten. Es muss aber vor 1849 schon eine Bibliothek im eigentlichen Sinn gegeben haben, da das Übergabeinventar bereits von einem „Bibliothekszimmer“ spricht. 1851 wird eine „Lehranstaltsbibliothek“ in einer Ministerialverordnung erwähnt, im Organisationsplan der Lehranstalt aus demselben Jahr wird eine Bibliothek dezidiert als Hilfsmittel für Unterricht und Ausbildung angesprochen.
Die Bibliothek war dem Direktor der Lehranstalt (Bergakademie) unterstellt, der auch den Literaturkauf bestimmte. Da Leoben nur einen Buchhändler aufweisen konnte, wurden zwei Wiener Buchhändler gebeten, Ansichtssendungen nach Leoben zu schicken. Bei den Zusammenkünften des Professorenkollegiums wurden die Bücher für den Kauf ausgesucht. Die Dotierung der Bibliothek war in den ersten Jahrzehnten bescheiden, sie stieg erst in den 1870er-Jahren an, so dass nunmehr neben der aktuellen Fachliteratur mitunter auch wertvolle historische Werke angekauft werden konnten. Der Großteil der montanhistorisch bedeutenden Literatur kam aber durch Schenkungen der Professoren und Absolventen an die Bibliothek.
Die historische Literatur ist heute in der Montanhistorischen Dokumentation : MHD erschlossen. Etwa 50.000 Eintragungen zur Geschichte des Berg- und Hüttenwesens, zur Montankultur, zum Bergrecht und zum montanistischen Ausbildungswesen sind in der Dokumentation verzeichnet, die sich aus einem Zettelkatalog entwickelt hat, wobei der topographische Schwerpunkt auf den Kronländern der Monarchie liegt.
Als besonders erwähnenswertes Werk ist das „Schwazer Bergbuch“ zu nennen, eine illuminierte Handschrift aus der zweiten Hälfte des 16. Jahrhunderts, in der die Verhältnisse im Silberbergbau in Schwaz in Tirol eingehend beschrieben werden.

## Sondersammlungen
Die Universitätsbibliothek besitzt rund 350 Grubenkarten und Pläne von Bergbauanlagen und Hüttenwerken aus den ehemaligen Kronländern der Monarchie.
Daneben bietet eine Graphiksammlung eine wertvolle Ergänzung der Literatur zur Montangeschichte.
An der Bibliothek ist das Universitätsarchiv integriert, im welchen u. a. die Matrikelbücher und Kataloge der Lehranstalt nahezu vollständig verwahrt werden.

## Projekte und Kooperationen
- Die Universitätsbibliothek der Montanuniversität Leoben ist Mitglied des Österreichischen Bibliothekenverbundes.
- Sie ist Kooperationspartnerin bei der EZB (Elektronischen Zeitschriftenbibliothek), DBIS (Datenbank-Infosystem) und eines von 13 Gründungsmitgliedern der Kooperation E-Medien Österreich (KEMÖ), wodurch die Lizenzierung von elektronischen Medien über Konsortien an den österreichischen wissenschaftlichen Bibliotheken optimiert werden soll.
- Die Bibliothek ist Mitglied in dem Fernleihsystem GEOUM, das außerhalb der konventionellen Fernleihe die Beschaffung von Fachliteratur vor allem aus kleinen Forschungseinheiten im Bereich der Geowissenschaften zum Ziel hat.
- Die Bibliothek ist Initiatorin und Mitveranstalterin der alle zwei Jahre stattfindenden Internationalen Symposien zum Kulturellen Erbe in den Montan- und Geowissenschaften.